# 里卡多·桑托斯 (足球运动员)
（1987年2月13日—），巴西足球运动员，现效力于日職聯大阪櫻花。

## 职业生涯
里卡多·桑托斯，2007年从巴西登陆欧洲足坛，一直在北欧联赛踢球，效力过瑞超的卡尔马、阿特维达堡、尤尔加登以及挪威的桑恩达。2014赛季，阿特维达堡获得瑞超第8名，桑托斯出场29次打进17球摘得银靴。
2014年底，贵州人和足球俱乐部宣布里卡多·桑托斯加盟。2016年，加盟大阪樱花。